# Arcicóllar
Arcicóllar é um município da Espanha na província de Toledo, comunidade autónoma de Castilla-La Mancha, de área 31 km² com população de 754 habitantes (2007) e densidade populacional de 24,32 hab./km².

## Demografia
| Variação demográfica do município entre 1991 e 2004 | Variação demográfica do município entre 1991 e 2004 | Variação demográfica do município entre 1991 e 2004 | Variação demográfica do município entre 1991 e 2004 |
| --------------------------------------------------- | --------------------------------------------------- | --------------------------------------------------- | --------------------------------------------------- |
| 1991                                                | 1996                                                | 2001                                                | 2004                                                |
| 468                                                 | 575                                                 | 557                                                 | 622                                                 |